# Mihailo Obrenović al III-lea, Prinț al Serbiei
Prințul Mihailo Obrenović al III-lea al Serbiei (în sârbă Михаило Обреновић, Mihailo Obrenović; n. 4/16 septembrie 1823, Kragujevac, Principatul Serbiei – d. 29 mai/10 iunie 1868, Topčider⁠(d), Republica Socialistă Serbia, RSF Iugoslavia) a fost prințul conducător al Serbiei din 1839 până în 1842 și din nou din 1860 până în 1868. Prima sa domnie s-a încheiat când a fost înlăturat în 1842, iar a doua când a fost asasinat în 1868. Mihailo Obrenović este considerat un mare reformator și cel mai luminat conducător al Serbiei moderne. El a susținut ideea unei federații balcanice împotriva Imperiului Otoman. 

## Tinerețe
Mihailo a fost fiul prințului Miloš Obrenović (1780-1860) și al soției sale Ljubica Vukomanović (1788-1843, Viena). S-a născut în Kragujevac, ca al doilea fiu supraviețuitor al cuplului. Și-a petrecut copilăria la Kragujevac, apoi la Požarevac și Belgrad. După ce și-a încheiat studiile la Požarevac, Mihailo a părăsit Serbia cu mama sa pentru a merge la Viena. Fratele său mai mare, Milan Obrenović al II-lea, s-a născut în 1819, dar a avut frecvent probleme de sănătate. 

## Prima domnie
Inițial, prințul Miloš a abdicat în favoarea primului său născut Milan Obrenović al II-lea, care era bolnav în fază terminală și a murit după o lună de guvernare. Prin urmare, Mihailo a ajuns pe tron ca minor, născut în 1823 și aclamat prinț la 25 iunie 1839 la abdicarea tatălui său și moartea fratelui său mai mare. În prima sa domnie s-a arătat a fi un conducător foarte neexperimentat. Mihailo nu a făcut față prea bine situației complicate în care Serbia s-a regăsit la acea vreme. În 1842, domnia sa s-a oprit când a fost răsturnat de la putere de o rebeliune condusă de Toma Vučić-Perišić, care a permis dinastiei Karagheorghevic să preia tronul sârb. 

## Viața în exil
După 1842, prințul Mihailo s-a retras din viața politică a Serbiei însoțit de aproximativ o mie de simpatizanți. Destinul său a fost decis de Austria și Turcia. Prințul Mihailo a fost trimis pe moșia surorii sale, Savka Nikolić, în timp ce prințesa Ljubica a fost trimisă la Novi Sad. Aceasta a murit acolo în 1843. Mihailo i-a organizat înmormântarea la Mănăstirea Cruședol. 
El s-a adresat lui Vučić printr-o scrisoare din 1853, în care a afirmat că nu dorește să-și ia tronul înapoi prin violență. Prințul s-a mutat ulterior la Viena împreună cu tatăl său, prințul Miloš Obrenović.
În acea perioadă, el a scris poemul Što se bore misli moje. La Viena, Mihailo s-a căsătorit cu contesa Júlia Hunyady de Kéthely (26 august 1831 - 19 februarie 1919), fiica contelui Ferenc Hunyady de Kéthely și contesa Júlia Zichy de Zich și Vásonkeő. Căsătoria a fost fără urmași, deși el a avut cel puțin un copil nelegitim cu o amantă a cărei identitate nu a fost determinată. În exil a învățat să vorbească franceza și germana fluent.

## A doua domnie și asasinatul

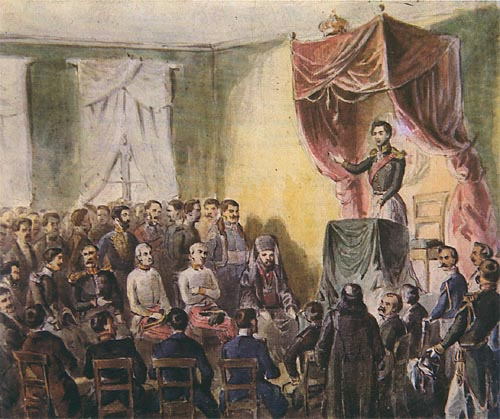
Prințul Mihailo ia cuvântul în fața membrilor Academiei Sârbe la prima ședință din 8 iunie 1842.

În cele din urmă, Mihailo a fost acceptat din nou ca Prinț al Serbiei în septembrie 1860, după moartea tatălui său care a redobândit tronul în 1858. În următorii opt ani a condus ca un monarh absolut iluminat. În cea de-a doua domnie, Adunarea Poporului a fost convocată de doar trei ori, în 1861, 1864 și 1867. Cea mai mare realizare a prințului Mihailo a fost în convingerea garnizoanelor turcești să părăsească Serbia, în 1862 (când armata otomană a părăsit cetățile Užice și Soko Grad) și în 1867 (când turcii au părăsit fortificațiile lor din Belgrad, Šabac, Smederevo și Kladovo). Acest lucru a fost realizat cu sprijin diplomatic important din partea Rusiei și Austriei. În 1866, Mihailo a început campania de creare a primei alianțe balcanice, prin semnarea unei serii de acorduri cu alte entități balcanice în perioada 1866-1868. 
În timpul guvernării sale, moderne au fost bătute primele monede sârbe. El a fost, de asemenea, primul conducător din istoria sârbă modernă care a declarat orașul Belgrad drept capitala țării.
Mihailo a dorit să divorțeze de soția sa Julia, pentru a se căsători cu tânăra sa amantă, Katarina Konstantinović, care era fiica verișoarei sale primare, prințesa Anka Obrenović. Amândoi au locuit la curtea regală la invitația sa. Planurile sale de divorț și de recăsătorire cu Katarina s-au confruntat cu mult proteste din partea politicienilor și a clerului, precum și a publicului larg. Primul său ministru, Ilija Garašanin, a fost demis din funcția sa în 1867 pentru că a îndrăznit să-și exprime opoziția față de divorț. Cu toate acestea, divorțul său de Julia nu a avut loc niciodată. 
În timp ce prințul Mihailo Obrenović a introdus treptat absolutismul în țară, s-a format o conspirație împotriva lui. Principalii organizatori și făptași ai conspirației au fost frații Radovanović, care doreau să se răzbune pe Ljubomir Radovanović care se afla în închisoare. Kosta Radovanović, principalul autor al crimei, a fost un comerciant înstărit și respectat. Fratele său, Pavle Radovanović, a fost alături de el în timpul încercării de asasinat, iar al treilea dintre frați era Đorđe Radovanović.
La 10 iunie 1868, Michael călătorea prin parcul Košutnjak într-o trăsură, în apropierea reședinței sale de la țară, la marginea Belgradului, cu Katarina și mama ei prințesa Anka, când au fost împușcați de asasini. În parc au apărut Pavle și Kosta Radovanović în costume negre și cu un pistol încărcat îndreptat în direcția trăsurii prințului. Kosta s-a apropiat de trăsură. Prințul Mihailo  Obrenović l-a recunoscut, din cauza unei dispute în privința fratelui său Ljubomir. Ultimele cuvinte ale prințului, pe care Kosta însuși le-a recunoscut în proces, au fost: „Ei bine, este adevărat”. Mihailo și Anka au fost uciși amândoi, iar Katarina a fost rănită. Complotul din spatele asasinatului nu a fost niciodată clarificat; simpatizanții și verișorii din dinastia Karađorđević au fost suspectați că se aflau în spatele crimei, dar acest lucru nu a fost dovedit. 
Nepoata lui Anka, Natalija Konstantinović, s-a căsătorit în 1902 cu prințul muntenegrean Mirko Petrović-Njegoš (1879–1918), a cărei soră Zorka s-a căsătorit cu regele Petar Karađorđević I în 1883. 
I s-a acordat Ordinul Prințului Danilo I, Ordinul Vulturului Alb (Imperiul Rus), Ordinul Sfintei Anna, Ordinul Sfântului Alexandru Nevski, Ordinul Mântuitorului, Ordinul Sfinților Maurice și Lazăr, Ordinul Medjidie, Ordinul Gloriei (Imperiul Otoman) și Ordinul Leopold (Austria). 

## Moștenire
El a fost inclus pe locul 35 în lista și cartea din 1993 a celor mai proeminenți 100 de sârbi (sârbă: 100 најзнаменитијих Срба). Cartea cu cele 100 de biografii a fost redactată de membri ai Academiei Sârbe de Științe și Arte și anume Sava Vuković, Pavle Ivić, Dragoslav Srejović, Dejan Medaković, Dragomir Vitorović, Zvonimir Kostić, Vasilije Krestić, Miroslav Pantić și Danica Petrović.

## Legături externe
- Marek, Miroslav. „Obrenovic family”. Genealogy.EU.
- Mijatovich, Chedomille (1911). „lipsește numele articolului”.  În Chisholm, Hugh. Encyclopædia Britannica (ed. 11). Cambridge University Press.

## Vezi și
- 100 cei mai renumiți sârbi